# Col de Xatard
Le col de Xatard (ʃa.taʁ) (ou Coll d'en Xatard en catalan) est un col des Pyrénées situé au nord-est du pic du Canigou, à proximité du village de Prunet-et-Belpuig, dans les Pyrénées-Orientales, au croisement des routes départementales D 618 et D 13. Il s'élève à 753 m d'altitude.

## Toponymie
Le « d'en » du nom en catalan indique le lien avec une personne, généralement un propriétaire, en l'occurrence un certain Xatard. Un mas Can Xatard se trouve en effet à proximité juste au nord du col.